# Chaim Kreiswirth
Chaim Kreiswirth (geboren 1918 in Wojnicz; gestorben am 30. Dezember 2001) war ein polnisch-belgischer orthodoxer Rabbiner, außerdem lange Großrabbiner von Antwerpen. Er war der Gründer und Rosch-Jeschiwa der Merkaz HaTorah Jeschiwa in Jerusalem.

## Frühes Leben
Kreiswirth wurde 1918 in Wojnicz als Sohn von Rabbi Avrohom Yosef Kreiswirth geboren. 
Kreiswirth beschäftigte sich mit dem Studium der Tora und verbrachte einige Zeit in den großen Toraschulen Polens und Litauens. Als er sich bei der Jeschiwa Chachmei Lublin bewarb, wurde er bei deren Rosch-Jeschiwa, Rabbi Meir Schapiro, geprüft.
Der deutsche Überfall auf Polen 1939 zwang Kreiswirth zur Flucht. In Litauen angekommen, heiratete er die Tochter von Rabbi Avrohom Grodzinski. Das Paar floh nach Palästina.

## Nach dem Zweiten Weltkrieg
Nach Ende des Zweiten Weltkrieges kehrte Kreiswirth nach Polen zurück und versuchte, jüdische Kinder zum Judentum zurückzuführen, die von der katholischen Kirche für die Dauer des Krieges geschützt worden waren, aber weiterhin in der Obhut der katholischen Kirche verweilen sollten.
1947 emigrierte Kreiswirth in die Vereinigten Staaten von Amerika und leitete als Rosch-Jeschiwa das Hebrew Theological College in Skokie.
1953 reiste Kreiswirth nach Antwerpen, um die zerrüttete jüdische Gemeinde wieder aufzubauen. Rabbiner Kreiswirth widmete den Rest seines Lebens dem Aufbau der antwerpischen beziehungsweise belgischen Gemeinde. Unter anderem war er Av Beth Din Antwerpens. Begraben wurde er auf dem Har HaMenuchot.